# Scaevola tenuifolia
Scaevola tenuifolia är en tvåhjärtbladig växtart som beskrevs av R. Carolin. Scaevola tenuifolia ingår i släktet Scaevola och familjen Goodeniaceae. Inga underarter finns listade i Catalogue of Life.